# Ivy Latimer
Ivy Joy Latimer (Ventura, 1º dicembre 1994) è un'attrice statunitense naturalizzata australiana.

## Biografia
Ivy Latimer nasce in California, ma la sua famiglia si trasferisce a Newcastle, in Australia, sei anni dopo la sua nascita. Qui ha frequentato la Hunter School of Performing Arts di Broadmeadow e nel 2007 ha partecipato, insieme ad alcuni compagni di scuola, al festival cinematografico amatoriale Shoot Out, aggiudicandosi il secondo posto nella categoria under 18.
Dal 2002 al 2003 è una guest star in White Collar Blue, dove interpreta Lel. Dal 2004 al 2006, appare in 7 episodi della serie televisiva Love My Way nei panni di Ashley McClusky, mentre nel biennio 2010-2011 è Angela Carlson, una ragazza che odia i mostri, nella serie 3 mostri in famiglia. A maggio 2012, ottiene il ruolo di Nixie, una delle sirene protagoniste di Mako Mermaids - Vita da tritone, spin-off di H2O.

## Filmografia

### Cinema
- Franswa Sharl, regia di Hannah Hilliard – cortometraggio (2009)
- Accidents Happen, regia di Andrew Lancaster (2009)

### Televisione
- All Saints – serie TV, episodio 5x03 (2002)
- Grass Roots – serie TV, episodio 2x07 (2003)
- White Collar Blue – serie TV, 14 episodi (2002-2003)
- The Cooks – serie TV, episodio 1x06 (2004)
- Home and Away – serial TV, 6 puntate (2005)
- Love My Way – serie TV, 7 episodi (2004-2006)
- 3 mostri in famiglia (Me & My Monsters) – serie TV, 26 episodi (2010-2011)
- Underbelly: Razor – miniserie TV, episodio 4x8 (2011)[7]
- Mako Mermaids - Vita da tritone (Mako: Island of Secrets) – serie TV, 26 episodi (2013)

## Doppiatrici italiane
Nelle versioni in italiano dei suoi film, Ivy Latimer è stata doppiata da:
- Joy Saltarelli in 3 mostri in famiglia, Mako Mermaids - Vita da tritone